# بيورن يوهانسون (لاعب هوكي الجليد)
بيورن يوهانسون (بالسويدية: Björn Erik Johansson)‏ هو لاعب هوكي الجليد سويدي، ولد في 15 يناير 1956 في أوربرو في السويد.

## وصلات خارجية
- بيورن يوهانسون على موقع دوري الهوكي الوطني (الإنجليزية)
- بيورن يوهانسون على موقع قاعة مشاهير الهوكي (لاعب أن.إتش.أل) (الإنجليزية)
- بيورن يوهانسون على موقع EliteProspects.com (الإنجليزية)
- بيورن يوهانسون على موقع Eurohockey.com (الإنجليزية)
- بيورن يوهانسون على موقع HockeyDB.com (الإنجليزية)
- بيورن يوهانسون على موقع Hockey-Reference.com (الإنجليزية)